# Virus del bronceado del tomate
El virus del bronceado del tomate (TSWV, del inglés tomato spotted wilt virus) es un virus que ataca a las plantas y produce grandes pérdidas de agricultura. Pertenece al grupo V, familia Tospoviridae, género Tospovirus.

## Transmisión y vida útil

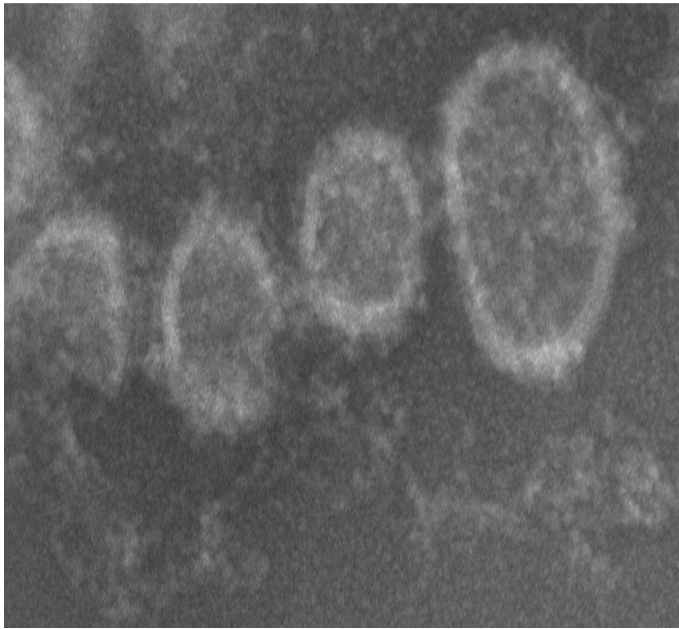
Micrografía electrónica de transmisión del virus del marchitamiento del tomate.

La transmisión circulatoria propagativa del TSWV la llevan a cabo al menos diez especies diferentes de trips. La especie más común es Frankliniella occidentalis (trips occidental de las flores), ya que es el vector que transmite predominantemente el TSWV a nivel mundial y en invernaderos. La rápida tasa de desarrollo y reproducción de los trips contribuye a la propagación del TSWV. La cantidad de tiempo que tardan los insectos en adquirir el virus (período de adquisición) y la cantidad de tiempo que tarda el virus en pasar del insecto a la planta (inoculación) para el TSWV varía dependiendo de la especie vectora. Para F. occidentalis, la adquisición e inoculación de TSWV puede durar tan solo 5 minutos. Sin embargo, los períodos de adquisición e inoculación para una transmisión óptima son de 21,3 horas y 42,7 horas, respectivamente.
La transmisión de TSWV solo puede ocurrir cuando los trips en etapa larvaria adquieren TSWV. La etapa larvaria de los trips dura entre 1 y 3 días. Los trips adquieren el TSWV cuando se alimentan de plantas infectadas. Los trips adultos no pueden infectarse con TSWV ya que su barrera del intestino medio previene con éxito la infección. Sin embargo, los trips que se han infectado con éxito con TSWV en la etapa de larva pueden transmitir el virus a lo largo de su vida. Para proteger sus huevos, los trips los insertan en varios tipos de tejido vegetal. Los huevos se pueden encontrar en los tallos, hojas o flores de las plantas. Los trips eclosionan en 2 a 3 días y completan su ciclo de vida en 20 a 30 días. Los trips adultos se alimentan del botón floral, el tallo y las hojas de la planta.

## Huéspedes y síntomas

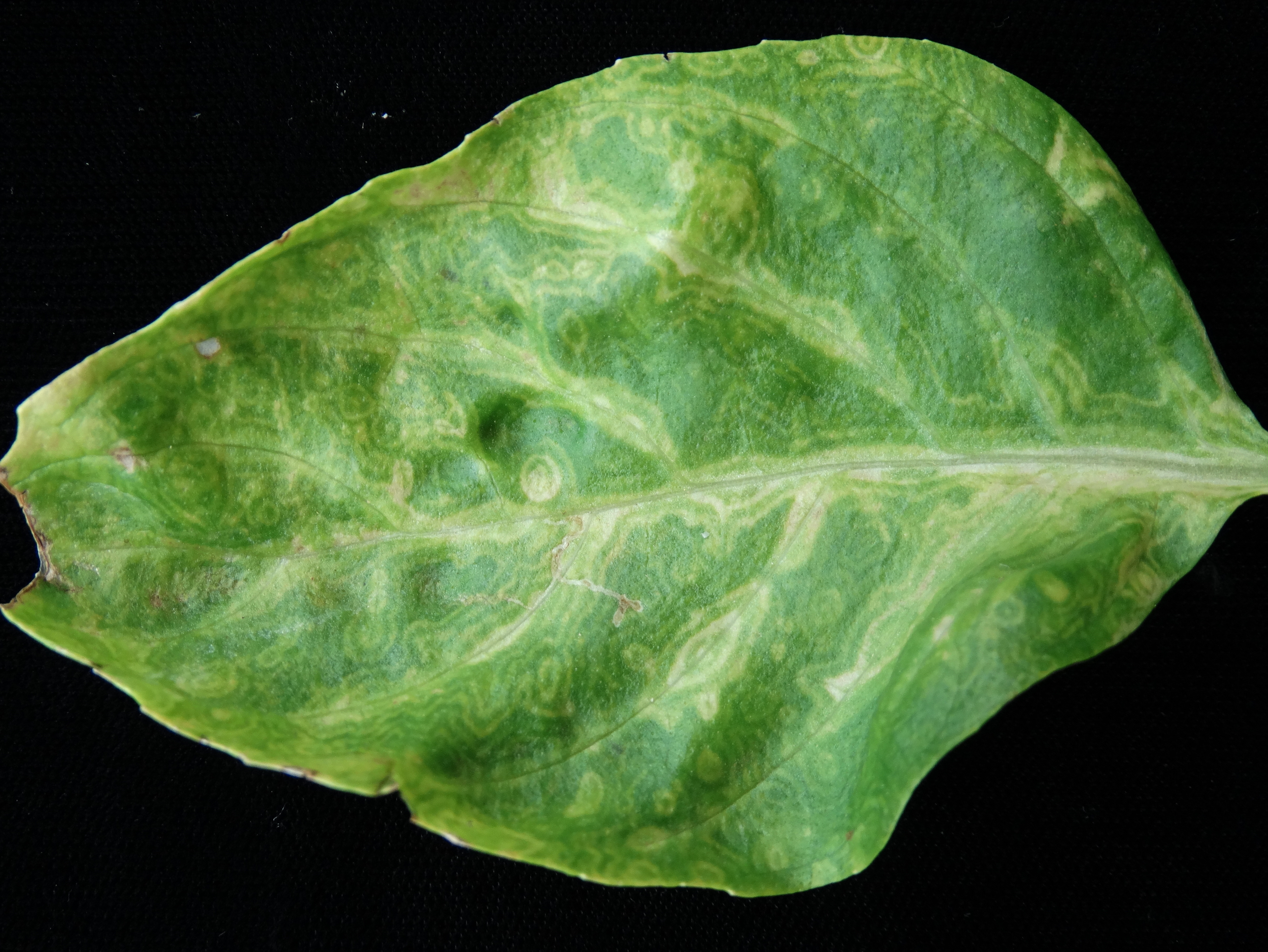
Síntomas del virus del marchitamiento manchado del tomate en albahaca.

TSWV infecta una variedad de huéspedes, lo que contribuye a su impacto económico global en los cultivos. Hay más de mil hosts diferentes para TSWV. La gama de huéspedes del TSWV incluye cultivos de importancia agronómica como los tomates y el tabaco. Los síntomas del TSWV varían de un huésped a otro. También existe variabilidad de los síntomas dentro de un solo tipo de huésped debido a la edad de la planta, la nutrición y el medio ambiente (especialmente la temperatura). Los síntomas comunes incluyen retraso del crecimiento, manchas anulares en los frutos y necrosis de las hojas. Hay muchas cepas diferentes de TSWV y las diferencias en los síntomas también pueden atribuirse a las diferencias en la cantidad de cepas presentes.

## Genoma, filogenia y evolución
TSWV es un virus de ARN esférico de sentido negativo que tiene un diámetro de entre 80 y 110 nanómetros. El genoma tripartito del TSWV se denomina ARN L (8,9 kb), M (4,8 kb) y S (2,9 kb). El ARN S tiene dos genes que codifican la nucleocápside (N) y la proteína no estructural (NS), respectivamente.
Los aislados de p202/3WT, Tarquinia y p105 siempre se ubicaron en tres linajes diferentes según el análisis filogenético basado en el genoma completo, los genes RdRp, GcGn, NSm, N y NSs. [13] [14] Los aislados de TSWV de todo el mundo compartieron altas identidades de nucleótidos y aminoácidos en la región del gen N. [15] Además, se encontró que el gen N altamente conservado estaba bajo presiones de selección negativas muy fuertes con valores estimados de dN/dS = 0,0638 [16] y 0,0557. [15]

## Gestión
La prevención es clave en el manejo del TSWV. Una vez que una planta se infecta con TSWV, no existen formas prácticas de curar la planta infectada con el virus. El método más eficaz para contener esta enfermedad es la resistencia genética. Hay varios genes de resistencia diferentes identificados en múltiples cultivos. En algunos cultivos los genes de resistencia han sido eficaces, sin embargo, en otros, se ha descubierto que algunas cepas de TSWV superan el gen de resistencia, como el gen de resistencia Sw-5 en el tomate.  El gen de resistencia Sw-5 en el tomate es un gen de resistencia dominante. El gen Sw-5 otorga resistencia al TSWV a través de una respuesta hipersensible. Una respuesta hipersensible se produce cuando las células vegetales que rodean la infección sufren una muerte celular que luego privaría al virus de la maquinaria celular que necesita para replicarse e infectar aún más la planta. Se han detectado varias cepas de TSWV en países como Australia , España y Estados Unidos que pueden superar el gen resistente Sw-5 . Sin embargo, esas cepas de TSWV no se han extendido por todo el mundo, por lo que el gen Sw-5 sigue siendo útil.
Otras técnicas de prevención importantes incluyen la compra de trasplantes libres de virus y trips y el manejo de las poblaciones de trips. La introducción de especies que se alimentan naturalmente de trips, como los diminutos chinches piratas (Orius insidiosus) y los chinches de ojos grandes (Geocoris punctipes), puede ayudar a reducir la transmisión del TSWV. Los insecticidas no son una forma eficaz de disminuir la población de vectores porque los vectores desarrollan rápidamente resistencia. Quitar las malas hierbas y las plantas infectadas es una buena manera de prevenir más infecciones en el invernadero. En el campo se utilizan a menudo prácticas de saneamiento como la destrucción o eliminación de cultivos viejos mediante el arado o la eliminación física.
- Datos: Q1706774
- Multimedia: Tomato spotted wilt virus / Q1706774
- Especies: Tomato spotted wilt orthotospovirus